# 合胞体性栄養膜

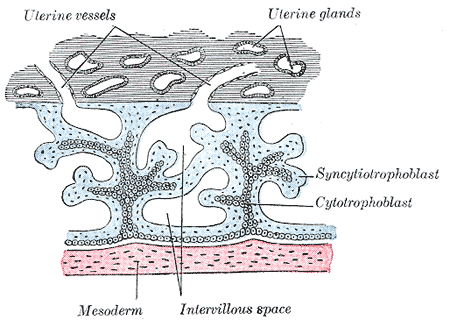
1次絨毛

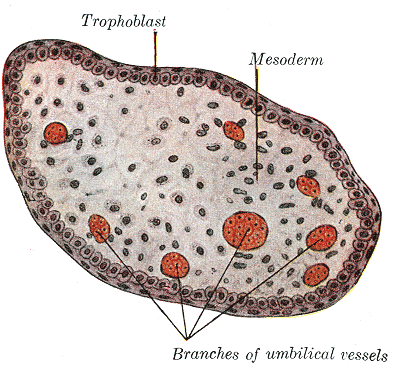
絨毛の断面図。外側の細胞膜が不明瞭な層が合胞体栄養膜

合胞体性栄養膜または栄養膜合胞体層（英: syncytiotrophoblast）は胎児の栄養膜（trophoblast）のうち、母体血と接触する外側の細胞層で胎盤の絨毛を子宮内膜につなぎとめているものである。ここの細胞（合胞体性栄養膜細胞）は有糸分裂せず、その内側にある細胞性栄養膜（cytotrophoblast）が子宮内膜に向かって成長し細胞同士が融合することで形成される。合胞体とは、このように融合した細胞のことである。

## 特徴・機能
合胞体性栄養膜の管腔面には、無数の微絨毛が存在している。また、合胞体性栄養膜細胞にはMHC分子がなく、これによって母体の拒絶反応をまぬがれている。この細胞層の役割としては、ホルモン分泌などが挙げられる。たとえば、ヒト絨毛性性腺刺激ホルモン（hCG）を分泌することで妊娠黄体を維持しエストロゲンやプロゲステロンの分泌を調節する。この他に、プロテアーゼを分泌し母体の血液を容れるための間隙を作っている。
合胞体性栄養膜はまた、細胞性栄養膜や血管内皮とともに胎盤関門を形成し物質のやり取りを制限しつつ、母体からIgGをエンドサイトーシスによって取り込み、胎児毛細血管へと輸送している。このIgGのおかげで新生児は生後しばらくのあいだ病気にかかりにくいのである。

## 発達
胚盤胞の段階で主として胎児の体を構成するようになる内部細胞塊と胎盤になる外部細胞塊（栄養膜）の2つに分かれるが、合胞体性栄養膜細胞は外部細胞塊から生じる。胚盤胞の段階ではまだ合胞体性栄養膜細胞と細胞性栄養膜細胞の区別がないが、着床後に両者が分かれてくる。